# Autofocus

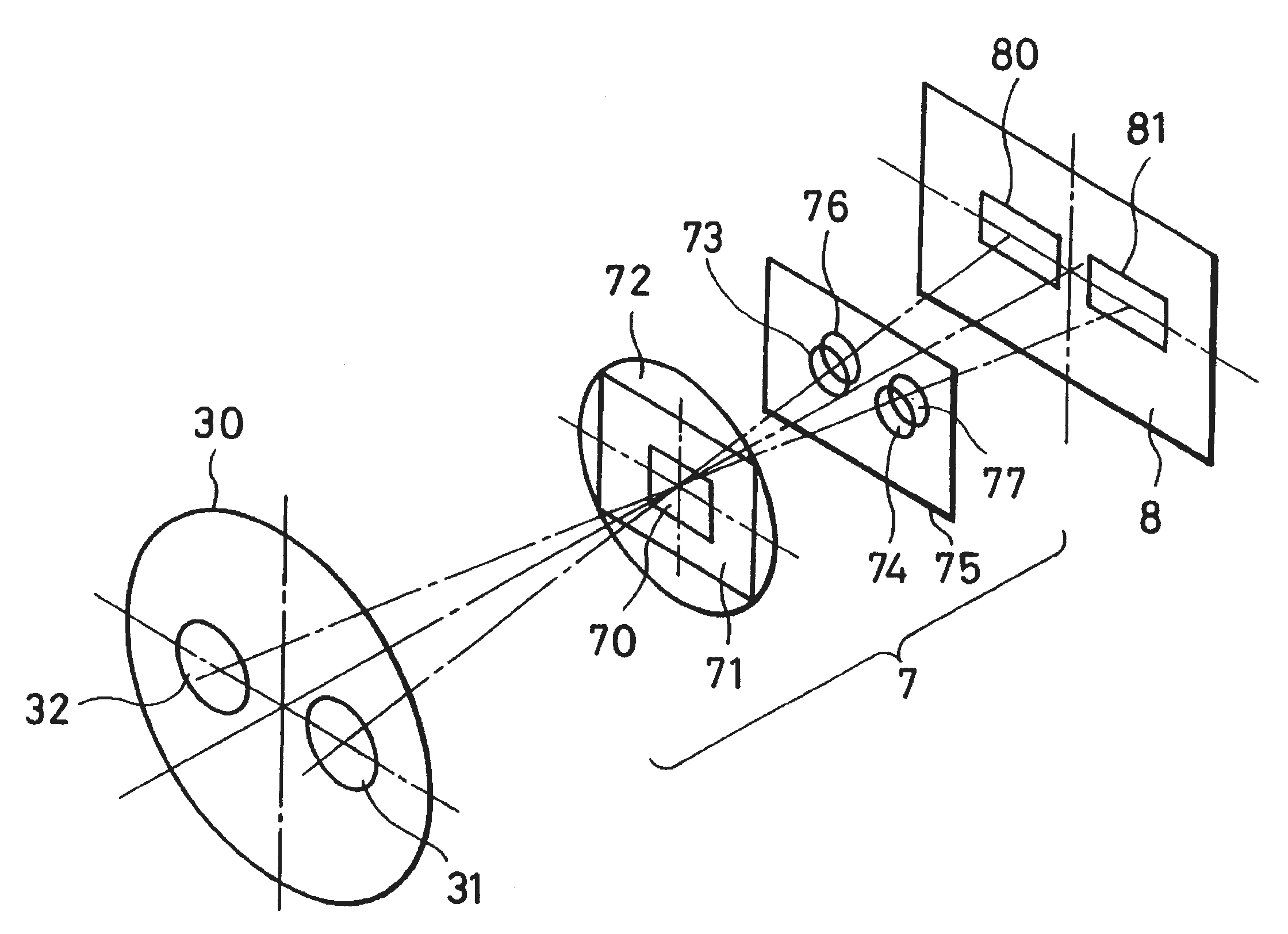
Ilustração da patente 5589909 - autofocus.

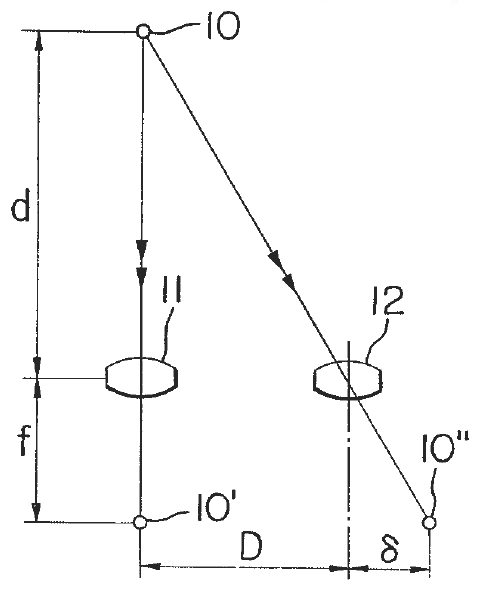
Ilustração da patente 4257705 - autofocus.

Autofocus ou auto focagem (ou AF) é uma característica de alguns sistemas ópticos que permite obter (e em alguns também manter continuamente) o foco correto no objeto, ao invés de requerer que o operador da câmara fotográfica faça o ajuste manualmente.

## História
A primeira produção em massa de câmaras com auto focagem foi a Konica C35 AF, um modelo simples de apontar e fotografar, lançado em 1977. 

## Tipos

### Autofocus ativo
Utilizando o sistema do sonar, a câmara fotográfica fica a saber a que distância é que se encontra o objeto que está a ser fotografado e portanto consegue fazer o foco. As máquinas utilizam sinais infravermelhos (emitem)para objetos até 6 metros. para isso usam várias técnicas como:
- - triangulação
  - quantidade de luz recebida, refletida pelo objeto
  - tempo.

Podem surgir alguns problemas devido à difusão dos sinais infravermelhos refletidos, por exemplo, quando temos uma vela de um bolo a acender. no entanto consegue fazer o foco mesmo quando não há luz.

### Autofocus passivo
Encontra a distância do objeto pela própria imagem. A máquina vai rodar as lentes até encontrar o melhor resultado, vendo o valor de cada pixel em contraste com o pixel adjacente até encontrar a maximização de diferenças entre os valores encontrados entre pixels adjacentes. (usa o facto de que quando não temos a imagem nítida fica enublado). Uma vantagem deste sistema em relação ao anterior, é que faz o autofocus mesmo através de uma janela, não há limitação de distância com o objeto. porém se o objecto for da mesma cor, ele terá dificuldades em determinar a melhor focagem.
Há câmaras onde o algoritmo de maximização de diferenças faz-se apenas com os pixels laterais, outros apenas com os pixeis verticais, e as câmaras mais caras fazem com os verticais e laterais, temos câmaras com:
- Focus-fixo (onde não há qualquer sistema de focagem)

Mais uma nota. este sistema de autofocagem é partilhado pelo olho humano.